# Otego (villa)
Otego es una villa ubicada en el condado de Otsego en el estado estadounidense de Nueva York. En el año 2000 tenía una población de 1,052 habitantes y una densidad poblacional de 354 personas por km².

## Geografía
Otego se encuentra ubicada en las coordenadas 42°23′30″N 75°10′41″O / 42.39167, -75.17806.

## Demografía
Según la Oficina del Censo en 2000 los ingresos medios por hogar en la localidad eran de $40,000, y los ingresos medios por familia eran $47,321. Los hombres tenían unos ingresos medios de $32,250 frente a los $26,875 para las mujeres. La renta per cápita para la localidad era de $17,624. Alrededor del 11.6% de la población estaban por debajo del umbral de pobreza.